# François Dezoteux
François Dezoteux est un médecin français né en 1724 à Boulogne-sur-Mer et mort en 1803 à Versailles.

## Biographie
Il prend part comme chirurgien militaire à la guerre de Flandre. Il devint en 1760 chirurgien-major du régiment du roi.
Installé à Besançon, il parvient à réhabiliter la vaccination de la variole puis vit quelque temps en Angleterre où il étudie un nouveau procédé l' inoculation suttonienne qu'il expérimente lors de son retour en France.
Il fait établir par Louis XVI l'école de chirurgie militaire de Paris dont il est nommé chef et est promu inspecteur des hôpitaux militaires en 1789, poste qu'il perd à la Révolution française
Il donne en 1801, avec Valentin, un Traité historique sur l'Inoculation, et combat les adversaires de cette découverte mais meurt dans la pauvreté, laissant une grande réputation de désintéressement et de probité médicale.